# Mammillaria prolifera

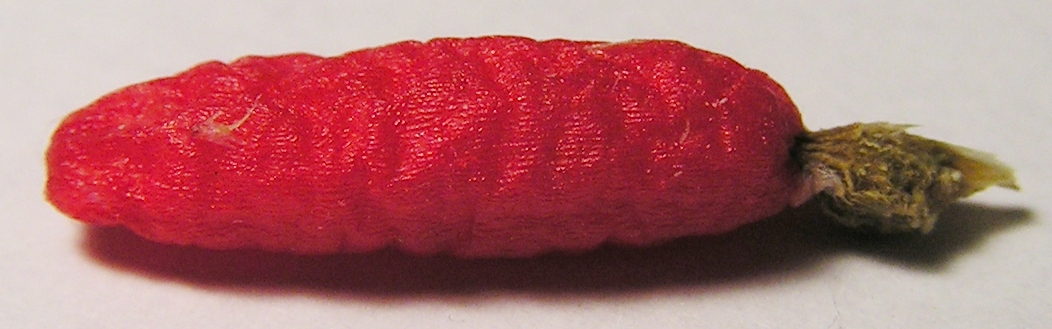
Mammillaria prolifera Fruchtkörper

Mammillaria prolifera ist eine Pflanzenart aus der Gattung Mammillaria in der Familie der Kakteengewächse (Cactaceae). Das Artepitheton prolifera stammt aus dem Lateinischen und bedeutet ‚wuchernd‘ und verweist auf Wuchsform der Art. Ein englischer Trivialname ist „Texas Hair Cactus“.

## Beschreibung
Mammillaria prolifera wächst meist reich verzweigend und sprossend und bildet dabei größere Polster aus. Die Triebe sind kugelig bis zylindrisch oder auch keulig geformt. Sie werden bis zu 9 Zentimeter hoch und 4 bis 7 Zentimeter im Durchmesser groß. Die Warzen sind zylindrisch bis konisch und weich. Sie führen keinen Milchsaft. Die Axillen sind nackt oder auch manchmal mit mehreren zum Teil langen, feinen und weißen Haaren besetzt. Die 5 bis 12 Mitteldornen sind sehr schlank, gerade, nadelig und zum Teil flaumhaarig. Sie sind weiß bis gelb oder auch rötlich mit dunkler Spitze und nur 4 bis 9 Millimeter lang. Die 25 bis 40 Randdornen gehen häufig in die Mitteldornen über. Sie sind gerade oder auch verdreht, weiß bis gelb oder auch braun, borsten- bis haarartig und 3 bis 12 Millimeter lang.
Die cremefarbenen oder rosagelben Blüten sind 1 bis 1,8 Zentimeter lang. Die keuligen bis zylindrisch geformten Früchte sind rot und bis zu 2 Zentimeter lang. Sie enthalten schwarze Samen.

## Verbreitung, Systematik und Gefährdung
Mammillaria prolifera ist im US-Bundesstaat Texas und in den mexikanischen Bundesstaaten Coahuila, Nuevo León, San Luis Potosí, Hidalgo und Tamaulipas, sowie in der Karibik sehr weit verbreitet.
Die Erstbeschreibung als Cactus proliferus erfolgte 1768 durch Philip Miller. Adrian Hardy Haworth stellte die Art 1812 in die Gattung Mammillaria. Weitere nomenklatorische Synonyme sind Neomammillaria prolifera (Mill.) Britton & Rose (1923), Chilita prolifera (Mill.) Orcutt (1926), Ebnerella prolifera (Mill.) Buxb. (1951) und Escobariopsis prolifera (Mill.) Doweld (2000).
Es werden folgende Unterarten unterschieden:
- Mammillaria prolifera subsp. prolifera:
Die Nominatform hat Triebe mit einem Durchmesser zwischen 6 und 7 Zentimeter. Die Dornen sind gelb.
- Mammillaria prolifera subsp. arachnoidea (D.R.Hunt) D.R.Hunt:
Die Erstbeschreibung erfolgte 1978 als Mammillaria prolifera var. arachnoidea durch David Richard Hunt.[5] Erst im Jahr 1997 stellte Hunt die Varietät als Unterart zu Mammillaria prolifera.[6]
Die Unterart hat sehr feine Mitteldornen. Die Blüten sind schlank und trichterig.
- Mammillaria prolifera subsp. haitiensis (K.Schum.) D.R.Hunt:
Die Erstbeschreibung erfolgte 1903 als Mammillaria pusilla var. haitiensis durch Karl Moritz Schumann.[7] David Richard Hunt stellte die Art 1997 als Unterart zu Mammillaria prolifera.[6]
Die Unterart hat Triebe mit einem Durchmesser von 7 Zentimeter. Die Dornen sind zahlreicher, so dass die Pflanzen weißlich erscheinen.
- Mammillaria prolifera subsp. texana (Engelm.) D.R.Hunt:
Die Erstbeschreibung erfolgte 1856 als Mammillaria pusilla var. texana durch George Engelmann.[8] David Richard Hunt stellte die Art 1997 als Unterart zu Mammillaria prolifera.[6]
Die Unterart hat weiß bis braune Dornen.

In der Roten Liste gefährdeter Arten der IUCN wird die Art als „Least Concern (LC)“, d. h. als nicht gefährdet geführt.

## Nachweise